# أناين فروليش
أناين فروليش (بالدنماركية: Anine Frølich)‏ هي راقصة باليه دنماركية، ولدت في 13 مارس 1762 في كوبنهاغن في الدنمارك، وتوفي بنفس المكان في 6 نوفمبر 1784.